# Altes Wasserwerk Quedlinburg

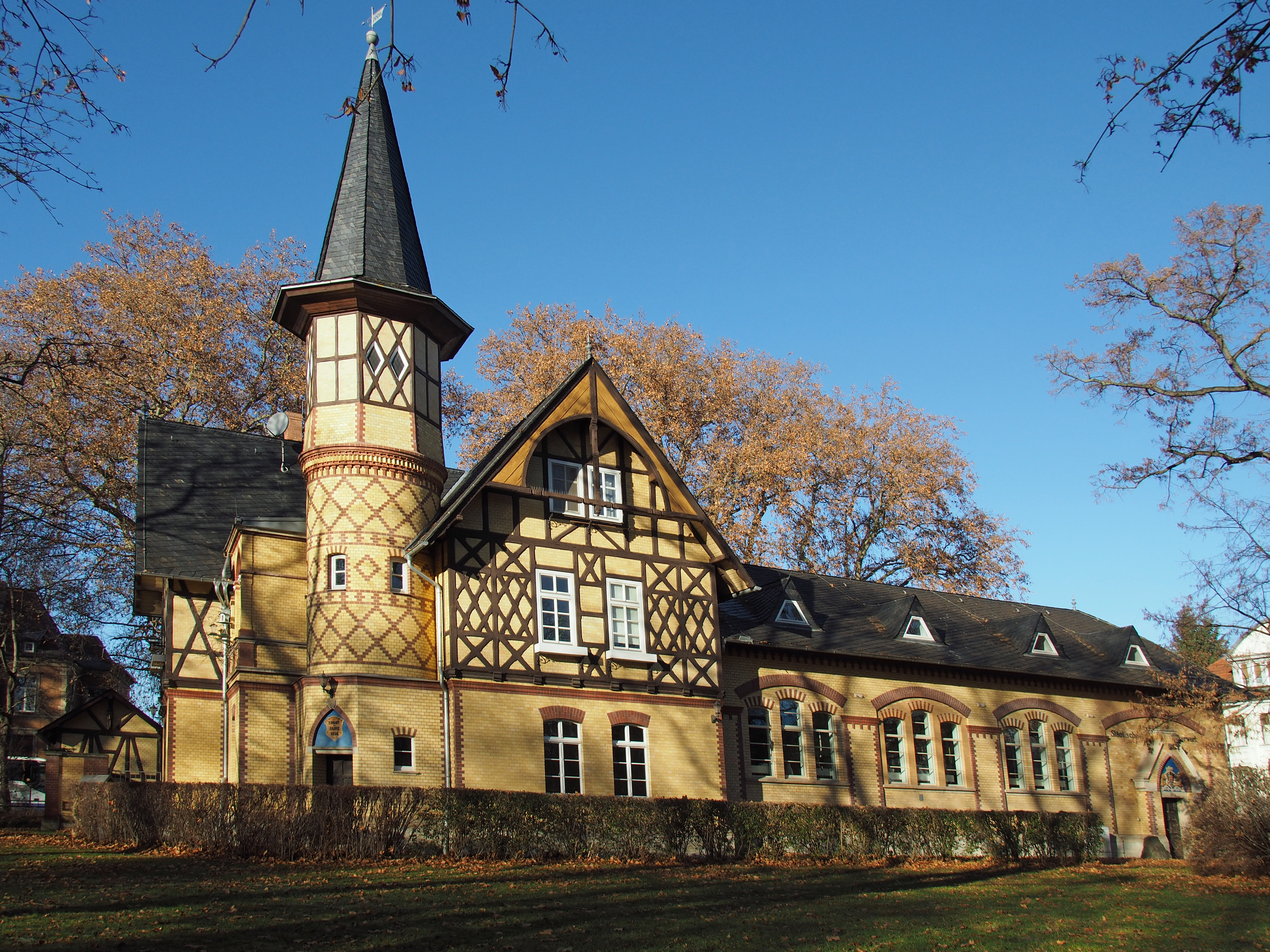
Städtisches Wasserwerk Quedlinburg

Das Alte Wasserwerk Quedlinburg ist ein denkmalgeschütztes ehemaliges Wasserwerk in der Stadt Quedlinburg in Sachsen-Anhalt.

## Lage
Es befindet sich südlich der historischen Altstadt Quedlinburgs an der Adresse Am Schiffbleek 6 unmittelbar nördlich der Bode und ist im Quedlinburger Denkmalverzeichnis eingetragen.

## Architektur und Geschichte

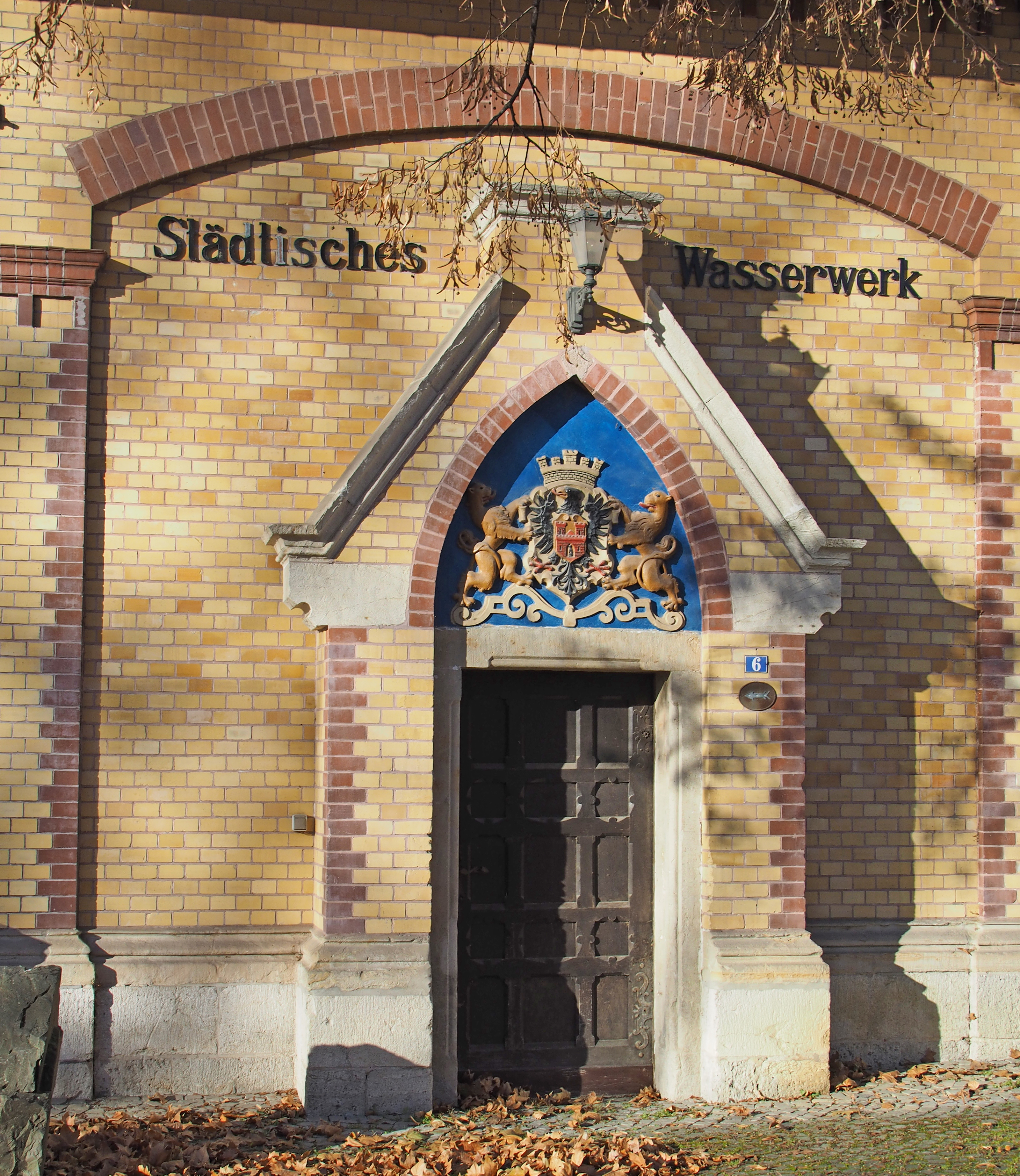
Tür mit Quedlinburger Wappen am ehemaligen Städtischen Wasserwerk

Das Wasserwerk entstand im Jahr 1885. Andere Quellen nennen bereits das Jahr 1881, womit eventuell der Beginn der Planungen gemeint ist. Die Planung erfolgte durch den Dresdener Ingenieur Bernhard Salbach, die Bauleitung der 1885 begonnenen Bauausführung hatte Direktor Wolff. Zunächst entstand der Saug- und Druckstrang, das Maschinenhaus, der im Hof des Werks befindliche Saugbehälter und der Wasserturm auf dem Kleinen Strohberg. Die Maschinenhalle hat eine Länge von 15 Metern. Am 12. März 1886 wurde das Wasserwerk eröffnet. Vor der Inbetriebnahme der Anlage wurde die Wasserversorgung der Stadt über private und öffentliche Brunnen gewährleistet. Mit Entstehen des Wasserwerks wurde das Trinkwasser in Tonröhren vom Brühlgelände zum Werk geleitet. Von dort pumpte man das Wasser in den Hochbehälter auf dem Strohberg. Von dort wurde die Stadt nachts, wenn die Pumpen des Werks ausgeschaltet waren, mit Wasser versorgt. Das städtische Rohrnetz umfasste zunächst 19 Kilometer.
Die architektonische Gestaltung des Komplexes Griff Elemente des Historismus und des Harzer Landhausstils auf. Das Verwaltungsgebäude entstand als Kopfbau auf einem Sandsteinsockel. Es ist im Obergeschoss mit Schmuckfachwerk verziert und im Übrigen aus Backstein errichtet. Die gelben Klinker dienen als Ausfüllung der Gefache und sind darüber hinaus das Baumaterial des in massiver Bauweise errichteten Erdgeschosses. Die Ecken und Fensterstürze des Gebäudes werden durch rote Ziegel hervorgehoben. Die Balkenköpfe des Fachwerks sind mit Walzenprofilen verziert. Als weitere Gestaltungselemente wurden Füllhölzer und an der Schwelle stilisierte Schiffskehlen angewandt. Die Fachwerkhölzer wurden abgefast.
Der Verwaltungsbau verfügt über drei in Fachwerkbauweise errichtete Giebel. Besonders markant ist ein das Gebäude dominierender, an der Nordseite errichteter schlanker Turm. Der runde Turm geht nach oben in eine polygonale Form über. Am Übergang befinden sich mehrfach getreppte Gesimse. Seine Fassade ist mit roten, rautenförmigen Mustern verziert. In seinem Inneren befindet sich eine Wendeltreppe. An ihm befindet sich ein zweigeschossiger Anbau, der ursprünglich mit einer Brüstungsbalustrade abschloss. Unmittelbar an das Verwaltungsgebäude grenzt die Pumpenhalle an. Die Fenster der Halle bilden Dreiergruppen, wobei jede Gruppe von Segmentbögen überspannt werden, die sich ihrerseits auf schmale Wandpilaster stützen. Auch die Fassade der Pumpenhalle wird mittels roter Klinker gegliedert. So sind die Nischen, aber auch das Gesims entsprechend hervorgehoben. Das Innere der Halle erhielt einen Fußboden mit in Rautenform ausgelegten Fliesen und einer per Schablonen erfolgten Wandmalerei mit Ornamenten.
Die Dachkonstruktion des Bauwerks erfolgte mittels Polonceau-Träger in einer Mischung aus Stahl- und Holzbau.
1906 wurde eine Erweiterung der Maschinenhalle um eine Achse erforderlich, da eine weitere Pumpe für einen zweiten Hebestrang aufgestellt werden sollte. Der Zugang zur Halle wurde dabei nach Norden verlegt. Ursprünglich hatte die Maschinenhalle im südöstlichen Teil in der zweiten Achse ihren Eingang. Das Portal war vor der Fassade errichtet und mit einem geschwungenen Giebel verziert. Später erfolgten weitere Umbauten. 1927 befanden sich in der Maschinenhalle drei Pumpen, ein Diesel- und ein Gasmotor.
Zum Gebäudeensemble gehört darüber hinaus auch ein Springbrunnen und eine 1909 errichtete Bedürfnisanstalt.
Im Jahr 1925 trat die Bode über die Ufer und überflutete das Wasserwerk. Die Maschinen wurden schnell auf Podeste verlagert und so vor der Beschädigung bewahrt. Die Pumpen waren bis 1972 in Betrieb und wurden dann durch Unterwassermotorpumpen ersetzt. In der Maschinenhalle richtete man die Werkstatt des Meisterbereichs Trinkwasser für den Kreis Quedlinburg ein. 1987 betrug die Wasserfördermenge 14.000 m³. Im Jahr 1992 wurde das Gebäude umgebaut. Die Werkstatt zog aus, stattdessen wurden im Erdgeschoss der alten Maschinenhalle ein Archiv und im oberen Stockwerk Büros eingerichtet.